# CBC Radio One
Pour les articles homonymes, voir Radio 1.
CBC Radio One est une station de radio canadienne anglophone de service public fondée en 1936 et appartenant à la Société Radio-Canada.
La station avait en 2010 un auditoire de 4,3 millions de personnes chaque semaine.

## Historique

### Lancement de la diffusion radiophonique (1936)
Les opérations radiophoniques de la Société Radio-Canada (SRC) (Canadian Broadcasting Corporation ou CBC en anglais) débutent en 1936. En 1949, la SRC absorbe les activités de la Société de radiodiffusion de Terre-Neuve (en) lors de l'entrée de la province dans la Confédération.

### Trans-Canada Network (1944–1962)
À partir de 1944 la SRC opère deux réseaux en langue anglaise :
- Le réseau original qui est renommé Trans-Canada Network (en) ;
- Un second réseau nommé Dominion Network (en) est constitué avec une station de Toronto, CJBC, comme tête de réseau (aujourd'hui CJBC est une station d'ICI Radio-Canada Première, le principal réseau radiophonique francophone de la SRC).

À l'exception de CJBC, tous les affiliés au réseau Dominion sont détenus par des opérateurs privés. La programmation du réseau est moins exigeante que celle de Trans-Canada Network et comprend un certain nombre d'émissions américaines. Le réseau Dominion n'a alors qu'une programmation de réseau en soirée, laissant ses affiliés diffuser des contenus locaux tout le reste de la journée.
Jusqu'en 1958 la SRC est à la fois diffuseur et l'organisme de régulation de la radiodiffusion au Canada.
En 1960 la SRC lance une programmation distincte du réseau principal pour ses trois stations FM de langue anglaise, consistant en grande partie en une diffusion de musique classique. Jusqu'alors ces stations, situées respectivement à Toronto, Ottawa et Montréal, rediffusaient le programme du réseau principal. Ce service est interrompu en 1962 avant de reprendre en 1964 en diffusion stéréo.

### CBC Radio (1962–1997)
En 1962 le réseau Dominion est dissout, la station CJBC devient quelques années plus tard une station francophone affiliée au réseau francophone de la SRC. À cette occasion, le réseau Trans-Canada Network est renommé CBC Radio (ou plus simplement CBC).
À la fin des années 1960 et au début des années 1970 CBC Radio accroît son offre de programmes d'affaires publiques et de documentaires à travers une initiative nommée « Radio Revolution » (révolution de la radio) qui vise une couverture plus ambitieuse en information et en affaires publiques. Le programme quotidien As It Happens, diffusé à l'échelle nationale, qui est lancé en 1968 est un exemple de cette nouvelle orientation.
CBC Radio (comme toutes les autres réseau radiophoniques de la SRC) a cessé de diffuser des publicités à la radio en 1974. L'année suivante CBC Radio clarifie son offre en désignant son réseau de stations FM CBC Stereo et son réseau de stations AM CBC Radio.
Jusqu'en 1995 le réseau suspendait sa programmation entre 1 h 0 et 6 h 0 (sauf à la station CBL (en) de Toronto qui démarrait ses programmes à 5 h 0). À partir du 1er mai 1995 un programme de nuit CBC Radio Overnight (en) est diffusé à cet horaire.

#### Adaptation des modes de diffusion (FM, Internet)
À partir des années 1980 la plupart des stations du réseau CBC Radio diffusant en modulation d'amplitude (AM) sont passées à la modulation de fréquence (FM) à la suite de la réception médiocre des stations AM.
CBC Radio commence à diffuser certains de ses programmes sur Internet au début des années 1990. En septembre 1996 est lancée la diffusion en direct sur Internet des réseaux CBC Radio et CBC Stereo.

### CBC Radio One (depuis 1997)
En 1997, CBC Radio renomme son réseau principal CBC Radio en CBC Radio One et son réseau FM CBC Stereo devient CBC Radio Two.
De 2004 au début 2007, les annonces promotionnelles de CBC Radio One étaient prononcées par l'actrice canadienne Shauna MacDonald.

## Programmation
CBC Radio One diffuse principalement des émissions d'information et d'affaires publiques (The World at Six (en), The Current (en)), des émissions culturelles (q), des émissions scientifiques (Quirks & Quarks (en)) et des documentaires.
Certaines plages horaires (notamment le matin de 6 h 0 à 8 h 30, le midi et en après-midi de 16 h 0 à 18 h 0) sont dédiées à la programmation locale.
CBC Radio One diffuse à chaque début d'heure un bulletin d'information de 6 à 12 minutes, sauf à 18 h 0 pendant le programme The World at Six (en) et le dimanche après-midi pendant le Cross Country Checkup (en). Certains bulletins de mi-journée sont remplacés par un rappel des titres en 90 secondes.
Lors des jours fériés la programmation locale est remplacée par une programmation spéciale à l'échelle provinciale (ou des programmes régionaux sont diffusés en rotation à l'échelle de la province). En juillet et août la programmation est allégée (les programmes habituels sont raccourcis et/ou remplacés par des programmes estivaux).
La radio rediffuse certains programmes de diffuseurs publics américains (tel que NPR, PRI ou Public Radio Exchange).

## Identité corporative

### Identité visuelle

Logo de CBC Radio One de 1997 à 2007.
Logo de CBC Radio One de 2007 à la fin 2018.
Logo de CBC Radio One depuis la fin 2018.